# Neppia magnibursalis
Neppia magnibursalis és una espècie de triclàdide dugèsid que habita l'aigua dolça de Tasmània. Els espècimens vius fan entre 10 i 12 mm de longitud i 1,5 mm d'amplada. Aquesta espècie es diferencia de la resta de Neppia per tenir els testicles en posició ventral recorrent tot el cos i els oviductes obrint-se de manera asimètrica al canal de la bursa.